# Bodianus diana

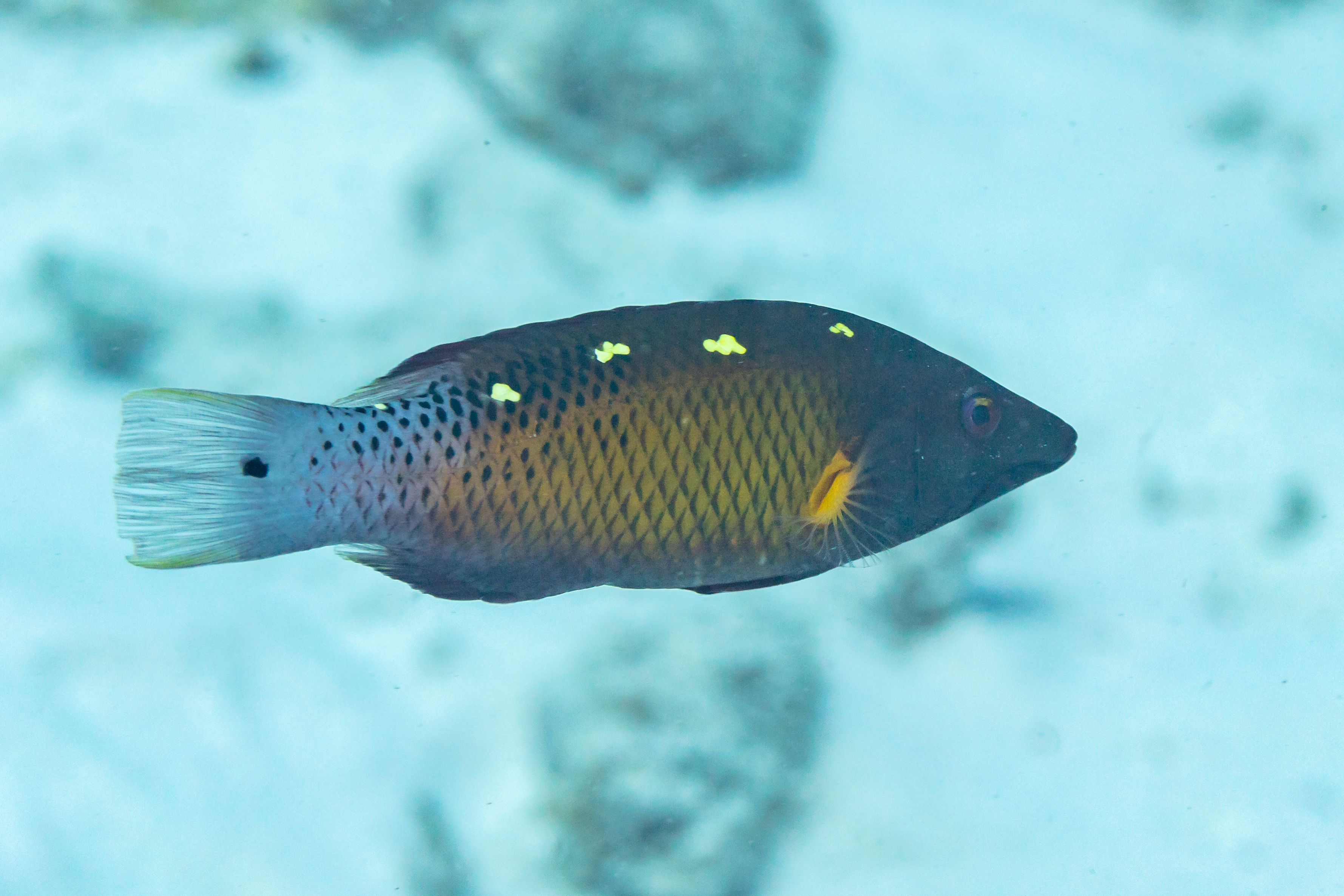
Ejemplar en Zanzíbar, Tanzania.

Bodianus diana (Vieja Diana o lábrido de Diana) es un pez de la familia Labridae en el orden de los Perciformes.

## Morfología
Los machos pueden llegar alcanzar los 25 cm de longitud estándar (sin incluir la aleta caudal).

## Hábitat
Arrecifes tropicales; en profundidades comprendidas entre 5 y 100 m, con más frecuencia entre 5 y 25 m.

## Distribución geográfica
Océanos Índico y Pacífico: se encuentra desde el mar Rojo y Sudáfrica hasta las islas Marshall y Samoa, y hacia el norte hasta Japón.

### Obras generales
- Eschmeyer, W.N., ed. (1998), Catalog of Fishes (CD), Special Publication of the Center for Biodiversity Research and Information (en inglés), 1-3 (1), San Francisco, California (EUA): California Academy of Sciences, ISBN 9780940228474.
- Fenner, R.M. (2001), The Conscientious Marine Aquarist (en inglés), Neptune City, Nueva Jersey (EUA): T.F.H. Publications, ISBN 9781890087036.
- Helfman, G.; Collette, B.; Facey, D. (1997), The diversity of fishes (en inglés), Malden, Massachusetts (EUA): Blackwell Science, ISBN 9780865422568.
- Hoese, D.F. (1986),  Smith, M.M; Heemstra, P.C., eds., Smiths' sea fishes (en inglés), Berlín (Alemania): Springer-Verlag, ISBN 9783540168515.
- Maugé, L.A. (1984),  Daget, J.; Gosse, J.P.; Thys van den Audenaerde, D.F.E., eds., Check-list of the freshwater fishes of Africa (CLOFFA) (en inglés) 2, París: ORSTOM, OCLC 623377626.
- Moyle, P.; Cech, J. (2004), Fishes: An Introduction to Ichthyology (en inglés) (5.ª edición), Upper Saddle River, Nueva Jersey (EUA): Pearson Prentice-Hall, ISBN 9780131008472.
- Nelson, J. (2006), Fishes of the World (en inglés) (4.ª edición), Nueva York (EUA): John Wiley and Sons, ISBN 9780471250319.
- Wheeler, A. (1985) [Primera edición en 1900], The World Encyclopedia of Fishes (en inglés) (2.ª edición), Londres: Macdonald, ISBN 9780356107158.